# شاهرخ خواجه‌نوری
شاهرخ خواجه‌نوری از آهنگسازان معاصر ایران است.
تجربهٔ آهنگسازی را از ۱۲ سالگی و فراگیری پیانو را نزد امانوئل ملیک اصلانیان آغاز کرد. در سال ۱۳۵۰ برای ادامهٔ تحصیل وارد کالج موسیقی لندن شد و دیپلم ویژه آهنگسازی (Fellowship) خود را که بالاترین مدرک آهنگسازی فرهنگستان لندن است، به دست آورد. موسیقی الکترونیک را نیز نزد پروفسور میشائل کروبرت آموخت. اکنون در دانشکده سینما و تئاتر به آموزش موسیقی کلاسیک و موسیقی فیلم مشغول است.

## زندگی‌نامه
شاهرخ خواجه نوری در ۲۷ اردیبهشت ۱۳۳۱ در تهران به دنیا آمد. وی در نوجوانی نوازندگی پیانو را نزد امانوئل ملیک اصلانیان آغاز کرد و در سال ۱۳۵۰ عازم انگلستان شد و تا سال ۱۳۶۲ به تحصیل و تجربهٔ موسیقی آکادمیک ادامه داد. در مدرسهٔ موسیقی Guild Hall School Music به فراگیری هارمونی و کنترپوان مشغول گردید. سپس وارد کالج موسیقی لندن (London College of Music) شد و دورهٔ کامل آهنگ سازی، تئوری موسیقی و پیانو را فرا گرفت و مدرک L.L.C.M را کسب کرد. در ادامه، دیپلم مخصوص آهنگسازی (Fellowship) و درجهٔ F.L.C.M (بالاترین مدرک آهنگسازی انگلستان) را به دست آورد. سونات برای پیانو اپوس ۶ اثر خواجه‌نوری در دوران تحصیل، جایزهٔ نخست مسابقات دانشگاهی را برای او به همراه داشت. سپس وارد کالج مورلی شد و به مدت دو سال موسیقی الکترونیک را نزد Prof. Michael Graubert آموخت. وی در زمینهٔ موسیقی الکترونیک، هنر، فلسفه و ادبیات انگلیسی در کالج مورلی لندن در دههٔ هفتاد و اوایل هشتاد میلادی به تجربه و تحصیل پرداخت. پس از بازگشت به ایران از ۲۰ الی ۲۵ سال گذشته تا کنون، به تدریس در دانشکدهٔ صدا و سیما و دانشکدهٔ هنرهای دراماتیک در زمینهٔ آشنایی با موسیقی علمی، موسیقی فیلم، موسیقی و هنرهای تجسمی (انیمیشن) و تدریس آهنگسازی برای مقطع کارشناسی ارشد دانشگاه هنر، مشغول است. همچنین از سال ۲۰۰۵ در دو دانشگاه موسیقی و هنر Bremen و Hannover آلمان به عنوان آهنگساز و استاد مدعو همکاری داشته‌است. او در طول این سال‌ها شاگردان بسیاری را پرورش داده‌است و اولین هنرجویان موسیقی الکترونیک در ایران، در کلاسها و کارگاه‌های موسیقی الکترونیک وی به آموزش پرداختند. وی بیش از صد اثر برای ارکستر سمفونیک، ارکستر مجلسی، سازهای سولو، موسیقی کامپیوتر، موسیقی الکترونیک و موسیقی مستند تلویزیونی نوشته، که برخی از این آثار در ایران و اروپا به اجرا درآمده که از آن جمله می‌توان به "تریوآرشی" با اجرای Trio Classique de Paris، "کوارتت نی ریز" توسط گروه کوارتت Fortuna در برلین، "سفر دناً به سفارش دانشگاه برمن و قطعهٔ "فراکتیوناً به سفارش گروه انتگرال که در موزهٔ هنرهای معاصر برمن در سال ۲۰۰۷ به اجرا درآمده است، اشاره کرد. کوارتت شمارهٔ ۱ خواجه‌نوری در سال ۱۹۹۱ جایزهٔ ویژهٔ هیئت داوران را درBesancon فرانسه درFedration des Festivals de France Musique et Dance کسب کرد. وی در کارنامهٔ کاری خود، ترجمه و تألیف کتاب موسیقی فیلم را نیز دارد. وی همچنین موسیقی ۵ مستند تلویزیونی در ایران ۲ کار برای Play Film (شرکت فرانسوی) و همچنین موسیقی فیلم مستند نقاشان معاصر زن در ایران به سرمایه‌گذاری شبکه‌های BBC و Arte را ساخته‌است. به غیر از موسیقی از ایشان آثاری نیز در زمینهٔ شعر انگلیسی در سه دوره (سالهای ۱۹۹۸، ۲۰۰۰ و ۲۰۰۲) کتاب انجمن کتابخانهٔ ملی شاعران ایالات متحدهٔ آمریکا به چاپ رسیده که این سه شعر در کنار اشعار دیگری از میان هزاران شعر از سراسر جهان انتخاب شده‌اند و در هر سه دوره از وی تقدیر شده و در سال ۲۰۰۰ از وی به عنوان مهمان افتخاری دعوت به عمل آمده و همان سال شعری از وی به همراه ۹ شعر دیگر، انتخاب شده از سایر کشورهای جهان بر روی نوار کاست دکلمه شده‌است. نخستین کارهای هنرهای تجسمی وی در اولین نمایشگاه هنر مفهومی در موزهٔ هنرهای معاصر تهران با اجرای کاری به نام "همصدا با کالدر" (۲۰۰۴) برگزار شد. او در ادامهٔ فعالیت‌هایش اجرای نمایش چند ویدئو آرت در کنسرت شب خواجه نوری در دانشگاه برمن (۲۰۰۵)، سفارش یک کار محیطی با صدای الکترونیک و چیدمان در شهر Zyke شمال آلمان (۲۰۰۷) همراه با چند هنرمند آلمانی و ژاپنی، برگزاری نمایشگاه ویژهٔ خود در نمایشگاه هفت ثمر تهران به نام هنر مفهومی با کارهای نقاشی، عکس، حجم، چیدمان و اجرای موسیقی در سال ۱۳۸۸، اجرای چند ویدئو آرت و اجرای موسیقی الکترونیک با چیدمان محیطی در موزهٔ هنرهای معاصر هانفر آلمان (۲۰۱۰)، نمایشگاه نقاشی در گالری هفت ثمر (۱۳۹۱) و … را در کارنامهٔ خویش داشته‌است.
آثار موسیقی خواجه نوری سال هاست که توسط گروه‌ها و نوازندگان مختلف در ایران و خارج از ایران اجرا می‌شود که از آن میان می‌توان به گروه‌های انتگرال، گروه توفا و نوازندگانی چون Claudia Birkholz, Margit Kern, Katharina Bauml, Brigit Meyer و … اشاره کرد.
گروه موسیقی یارآوا تنها گروهی است که آثار شاهرخ خواجه نوری را در ایران، به‌طور گسترده‌ای به اجرا گذاشته‌است. این آثار شامل آثار الکترونیک، پرفورمنس، کارهای سلو، مجلسی و ارکسترال می‌شود.
مؤسسه یYMG Records کارهای ایشان را در قالبِ دی وی دی تصویری منتشرکرده‌است که از آن میان می‌توان به "موسیقی برای پیانو"، "نمایشگاه مفهومی" و "شب ایرانی چهار" اشاره کرد. همچنین در اولین شمارهٔ نشریه "تک ساز" نت یکه گاهه" برای پیانو، اثر خواجه نوری به چاپ رسیده‌است.
شاهرخ خواجه نوری در بیش از ۱۰ برنامهٔ گروه یارآوا در قالب‌های "خلوت موسیقی"، "آی سی" و "کارگاه موسیقی" به سخنرانی پرداخته و هم‌اکنون نیز به عنوان عضو هیئت امنا و مشاور هنری با گروه همکاری می‌کند.
همچنین (پیانیست) در کنسرت بعدی خود اجرای آثاری از خواجه‌نوری را در برنامه دارد.